# Amorphoscelis spinosa
Amorphoscelis spinosa es una especie de mantis de la familia Amorphoscelidae.

## Distribución geográfica
Se encuentra en Sri Lanka.